# Fernand Vix
Fernand Vix, francoski general, * 1876, † 1941.